# Генски фонд
Генски фонд (генофонд) биолошке врсте или популације представља комплетан сет појединачних алела свих гена живих чланова те врсте или популације. 
Може се дефинисати и као скуп гена у гаметима јединки које образују неку популацију (врсту). 